# 曾切
曾切（？—？）為台灣清治末期的一名義賊俠盜，活躍於淡水一帶。

## 記載

### 臺灣通史
對於曾切的記載極少，於連橫所編撰的史書《臺灣通史》中，曾切被記載於〈勇士列傳〉之首位，文獻如下：
曾切，綠林之豪也，出沒淡水間，或云彰化人。少失怙，事母孝，故尤敬節婦，聞有飢寒者，即分金與之。切為盜，每使人知，先以粉畫壁上為圈，夜即至，雖伏人防之，莫能免。然其所盜者，多土豪墨吏。而濟困扶危，人多德之。里有少婦，夫死家貧，鄰人愛其色，議以五百金納為妾。婦不從，每夜哭，切聞之，嘆曰：「是當全之，顧安所得金？」當是時，大隆同陳遜言攬辦料館致富，切登其屋，抉兩瓦，縋而下。天寒夜黑，遜言方臥榻弄煙，一燈熒然，見切至，延之坐，切亦就榻弄煙。遜言微問曰：「子此來，有何需？」曰：「然。」出鑰與之。切啟匱，出千金，復臥而弄煙。遜言曰：「夜深矣，我命人將往何如？」曰：「無須。」即出口號，有一人自屋下，裹金去。切亦猱之上。旦日至婦家，告其姑曰：「汝婦賢，胡可賣，然汝為貧計，不得不如此。今吾以五百金贖汝婦，又以五百為衣食費，汝其善視之。」婦聞言，欲出謝，切不顧而去。越數夕，遜言獨坐，有物墜庭中，聲至厲，急呼家人爇炬視之。見一布囊，上繫小箋曰：「前蒙厚惠，得了一事。今獲此物，敬以相酬，伏祈笑納。」啟之，則煙土二十也，價可數百金。切身頎而長，貌溫雅，目光炯炯，左手爪長寸餘，每為盜，以湯柔之，束以皮。嘗一日為官所捕，切跪地上，但搖左手曰：「小人文弱，何敢為盜？」官笑釋之。或告之曰：「以子之材，何不入行伍取功名，而自屈若是？」切慨然嘆曰：「今之擁節鉞者，多昏瞶，誰復能於風塵中識壯士哉？」自是忽不見。或曰，切葬母後去，之閩中。
 — 《臺灣通史 · 勇士列傳》，連橫。
由上列文獻中可了解到，曾切的父親早死，由母親帶大，因而十分尊敬有節操之婦女。曾切專偷土豪跟貪官，於行竊之前，習慣於外牆上畫圓圈，雖然被害者皆發覺，因此事先設防逮人，但夜裡行動的曾切卻依舊每每得手。他將所竊取而得的財富，分送給困苦貧民，大家都十分感激他這般的義舉。有一回一位夫喪守節的貧家寡婦，將被婆婆以白銀五百兩賣給鄰人，曾切為了保護該寡婦，潛入大龍峒木材巨商陳遜言家中行竊；正在吸鴉片的陳遜言發現了，不但沒有驅趕曾切的「造訪」，反而問曾切是不是要錢，並把金櫃鑰匙拿給他，讓他自取。曾切取出千兩白銀之後離去，拿了錢給該寡婦的婆婆，五百兩當作贖金，五百兩當作該寡婦的生活費，寡婦才沒被賣掉。過了數個月後，曾切擲了一包鴉片煙土至陳遜言家中答謝，這包煙土亦有幾百兩白銀的價值。《臺灣通史》敘述曾切外表，高大、溫文儒雅，還留著長指甲，被官吏抓獲時，還自稱文弱、長指甲，不可能是盜賊。最後曾切不知去向，埋葬母親之後，離開臺灣前往閩中，從此消失無蹤。中廣新聞網午夜奇譚節目的傳奇劇場單元曾依據以上記載製作一集廣播劇「俠盜曾切」，但該記載與下列朱點人的短篇小說作品有出入。

### 小說集
而台灣日治時期的小說家朱點人曾受「K君」之託，撰有一篇關於曾切的短篇小說——〈賊頭兒曾切〉，敘述曾切中晚年時期的故事。其中，故事更旁及其他著名人物，如海盜蔡牽以及郊商張秉鵬的故事。

### 文獻
- 《臺灣通史 · 勇士列傳》，連橫。
- 《朱點人集 · 賊頭兒曾切》，朱點人。